# Planaltos Meridionais
As Mesetas do Sul ou Planaltos Meridionais, são uma área geográfica de Nova Gales do Sul, na Austrália, localizada a sudoeste de Sydney e a oeste da Grande Cordilheira Divisória.